# Usera
Usera es uno de los 21 distritos que conforman la ciudad española de Madrid. Está organizado administrativamente en barrios de Orcasitas (121), Orcasur (122), San Fermín (123), Almendrales (124), Moscardó (125), Zofío (126) y Pradolongo (127).

## Geografía

### Geomorfología
El distrito de Usera se asienta sobre varias configuraciones morfológicas correspondientes a rocas de carácter sedimentario.

La mayor parte de los barrios de Moscardó, Almendrales y Zofío, se emplazan en zonas de la terraza aluvial perteneciente al río Manzanares. Este hecho se constata mediante la evidente inclinación del barrio hacia la zona del propio río y su morfología llana en el tramo final de la calle Marcelo Usera así como las calles paralelas.

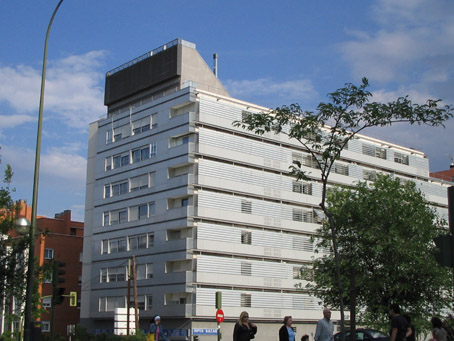
Edificio de viviendas en el barrio de San Fermín.

Otra evidente configuración morfológica sería la del parque Pradolongo. Este espacio recreativo posee una evidente diferencia de altura entre su parte alta y parte baja siendo la causa de esta diferencia la aparición de la primera terraza aluvial del curso fluvial que discurre por el fondo del parque. Esta terraza se extiende hacia la zona de Cristo de la Victoria, al conformarse este lugar como la parte superior llana. El talud que separa el parque se podría considerar como un talud de carácter nítido-suavizado, el cual reflejaría una recurrencia medianamente alta de las inundaciones periódicas que allí ocurren.
La zona de Orcasitas y Orcasur, se asentarían sobre sedimentos yesíferos, los cuales crearían una serie de suaves ondulaciones en el terreno procedentes de la erosión del propio material. Ciertas formas mesoestructurales de yesos podrían quedar tapadas por la configuración urbanística.

### Localización
Se halla delimitado por el río Manzanares, el puente de Praga, el paseo de Santa María de la Cabeza, la plaza de Fernández Ladreda, la carretera A-42 (Madrid - Toledo) y la M-40. Limita con el distrito de Carabanchel por el oeste y noroeste, con el distrito de Arganzuela y el río Manzanares por el noreste, con el distrito de Puente de Vallecas por el este y con el distrito de Villaverde por el sur.

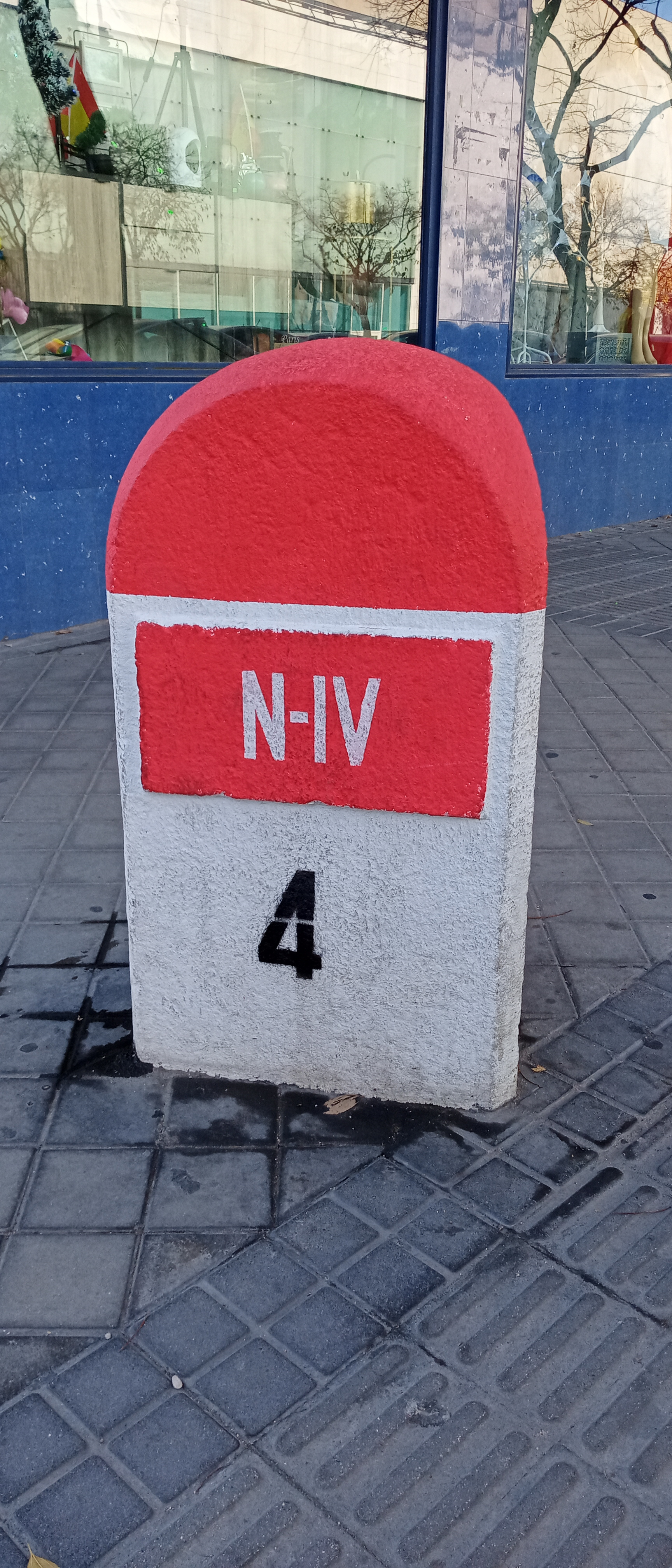

## Urbanismo

### Principales calles y plazas
Su calle principal es Marcelo Usera, situada entre la Plaza de Fernández Ladreda (conocida popularmente como Plaza Elíptica) y la Glorieta de Cádiz.
Después tenemos la calle de Dolores Barranco, donde se sitúan la mayoría de comercios asiáticos de la zona.
Destacar obras de arquitectura:
| Edificación                                 | Autores                                      | Años      |
| ------------------------------------------- | -------------------------------------------- | --------- |
| Poblado Dirigido de los Almendrales         | José María García de Paredes                 | 1958-1973 |
| Parroquia de Nuestra Señora de la Fuencisla | José María García de Paredes                 | 1961-1965 |
| 17 Relojes solares                          | Alberto Corazón, Juan José Caurcel           | 1982-2022 |
| Biblioteca Pública José Hierro              | Iñaki Ábalos, Juan Herreros, Ángel Jaramillo | 2000-2003 |
| Viviendas protegidas de Pradolongo          | Ángela García de Paredes                     | 2002-2006 |
| Hito kilométrico n.º 4 (N-IV)               | Ayuntamiento de Madrid                       | 2021      |

## Barrios
El distrito está conformado por los siguientes 7 barriosː
- Orcasitas (121)
- Orcasur (122)
- San Fermín (123)
- Almendrales (124)
- Moscardó (125)
- Zofío (126)
- Pradolongo (127)

## Historia
El distrito fue creado en la reestructuración municipal acaecida el 28 de marzo de 1987. Una pequeña parte del territorio de este distrito pertenecía a los municipios de Carabanchel y Madrid antes de las anexiones producidas entre finales de la década de los años 1940 y principios de los 1950. La mayor parte del distrito procede de terrenos que pertenecían al municipio de Villaverde antes de su integración dentro de Madrid acaecida el 31 de julio de 1954. La superficie de Usera es de 770,28 hectáreas.
El nombre del distrito proviene de la barriada de Usera, situada al norte del distrito. Esta barriada tiene su origen en unos terrenos situados al norte del municipio de Villaverde que pertenecían al "Tío Sordillo", un agricultor del municipio cuya hija, Carmen del Río Fernández, contrajo matrimonio con el coronel Marcelo Usera. Este militar y hombre de negocios planteó que la edificación de estos terrenos sería más rentable que su cultivo, por lo que entre 1925 y 1930 se procedió a su parcelación y venta.
El encargado de la delineación y trazado de las calles fue el administrador de Marcelo Usera, por lo que decidió dar a las calles nombres de los miembros de la familia Usera, así como del personal de su servicio y algunos vecinos. Tales calles son por ejemplo Isabelita, Amparo o Gabriel Usera.
Usera comenzó a crecer a partir de los años 1960 con inmigrantes procedentes, principalmente, de zonas rurales del resto de España, lo cual desarrolló un nuevo tejido comercial y de servicios. A partir de los años 1980 el distrito se vio afectado de manera negativa por la drogadicción y la inseguridad.

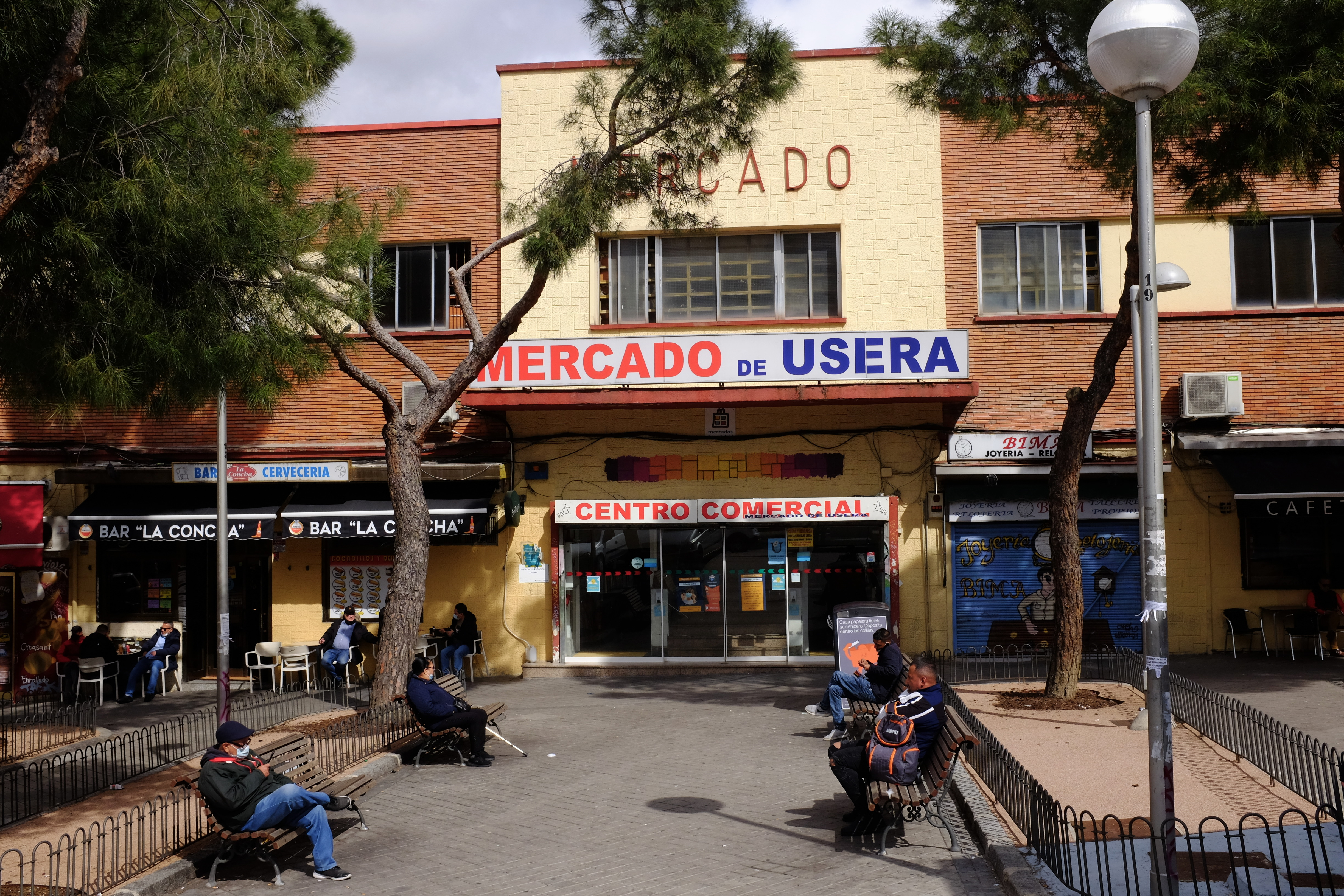
Mercado de Usera en el

Sin embargo, a partir de los años 2000, parte de Usera se ha revitalizado al convertirse en el «barrio chino» de Madrid por excelencia. Con la llegada de miles de familias chinas cambió la idiosincrasia del barrio y aumentó la seguridad de nuevo. Cerca de 11 000 ciudadanos chinos viven actualmente en este distrito, reproduciendo sus modelos de negocio, tradiciones, gastronomía y fiestas.

## Adminastración y política

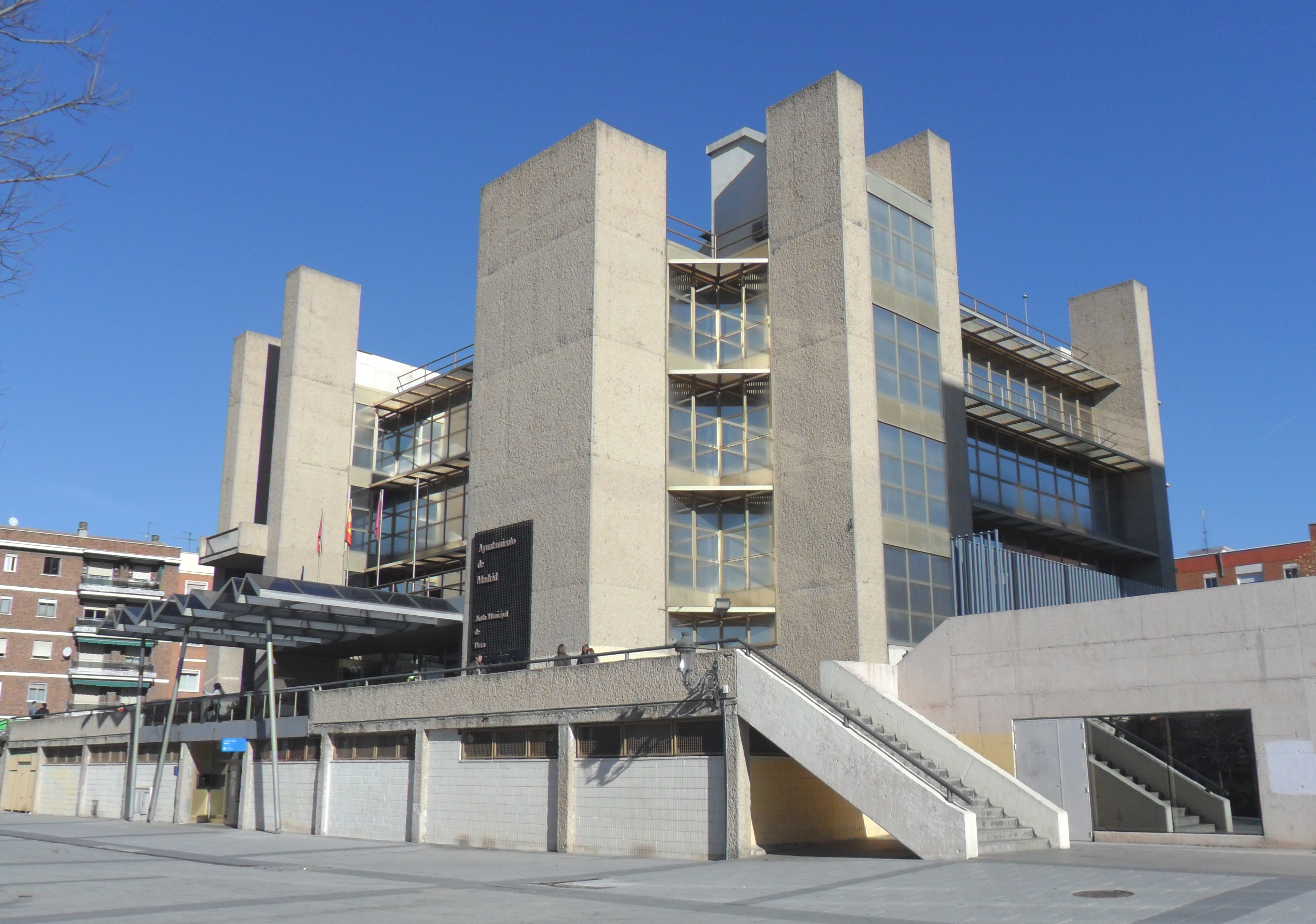
Sede de la Junta de Usera

Usera es gobernada por la Junta de Usera y la Junta de Gobierno de Madrid. La presidenta actual de la Junta de Usera es Sonia Cea Quintana (PP). El poder legislativo recae sobre el Pleno de Usera y el Pleno de Madrid.
| Cargo     | Año  | Usera                              |
| --------- | ---- | ---------------------------------- |
| Concejal  | 1979 | Emilio García Horcajo (PSOE)       |
| Concejal  | 1981 | José María de la Riva Ámez (PSOE)  |
| Concejal  | 1985 | Francisco Contreras Lorenzo (PSOE) |
| Concejal  | 1989 | (CDS)                              |
| Concejal  | 1991 | Miguel Ángel Araujo Serrano (PP)   |
| Concejal  | 1995 | Alberto López Viejo (PP)           |
| Concejal  | 1999 | Carlos Izquierdo Torres (PP)       |
| Concejal  | 2003 | Ángel Garrido (PP)                 |
| Concejal  | 2004 | Jesús Moreno Sánchez (PP)          |
| Concejala | 2015 | Rommy Arce Legua (Ahora Madrid)    |
| Concejala | 2019 | Loreto Sordo (PP)                  |
| Concejala | 2023 | Sonia Cea Quintana (PP)            |

## Educación
En el distrito de Usera, hay 18 guarderías (9 públicas y 9 privadas), 11 colegios públicos de educación infantil y primaria, 5 institutos de educación secundaria y 16 colegios privados (con y sin concierto).
Destacan el IES Pedro Salinas (situado en el barrio de Moscardó) y el IES Pío Baroja (Orcasitas), especializado en formación profesional, ESO (Educación Secundaria Obligatoria) y Bachillerato. En colegios destacan el bilingüe CEIP Ntra. Sra. de la Fuencisla (situado en el barrio de Almendrales), y el CEIP Juan Sebastián Elcano, también bilingüe (situado en el barrio de Moscardó). Como colegios concertados, destacan, el Mater Purissima de la Fundación Educativa Jesuitinas de las Hijas de Jesús, (concertado en educación infantil, primaria ESO y bachillerato) (Almendrales) y Sagrado Corazón PP Capuchinos (Moscardó).

## Deporte

### Instalaciones deportivas
En Usera se encuentra la Caja Mágica, estadio multiusos utilizado principalmente para competiciones de tenis. También se encuentra dentro del barrio de Moscardó el estadio de fútbol Román Valero, perteneciente al Club Deportivo Colonia Moscardó también está el equipo AV La Chimenea y también la escuela de fútbol Unión Deportiva Usera, en el barrio de Moscardó.
Asimismo se encuentra el CDB Oxio Usera Piragüismo que realiza la actividad de promoción, formación y competición en el Estanque de Pradolongo, el cual ha conseguido la medalla de bronce en el 2024 en la XXIV Liga Nacional De Kayak Polo, siendo el primer equipo madrileño en esta competición y disciplina.

### Eventos deportivos
En Usera se celebra el Masters de Madrid de tenis, evento que forma parte del ATP World Tour Masters 1000. Se celebra en la Caja Mágica.

## Cultura

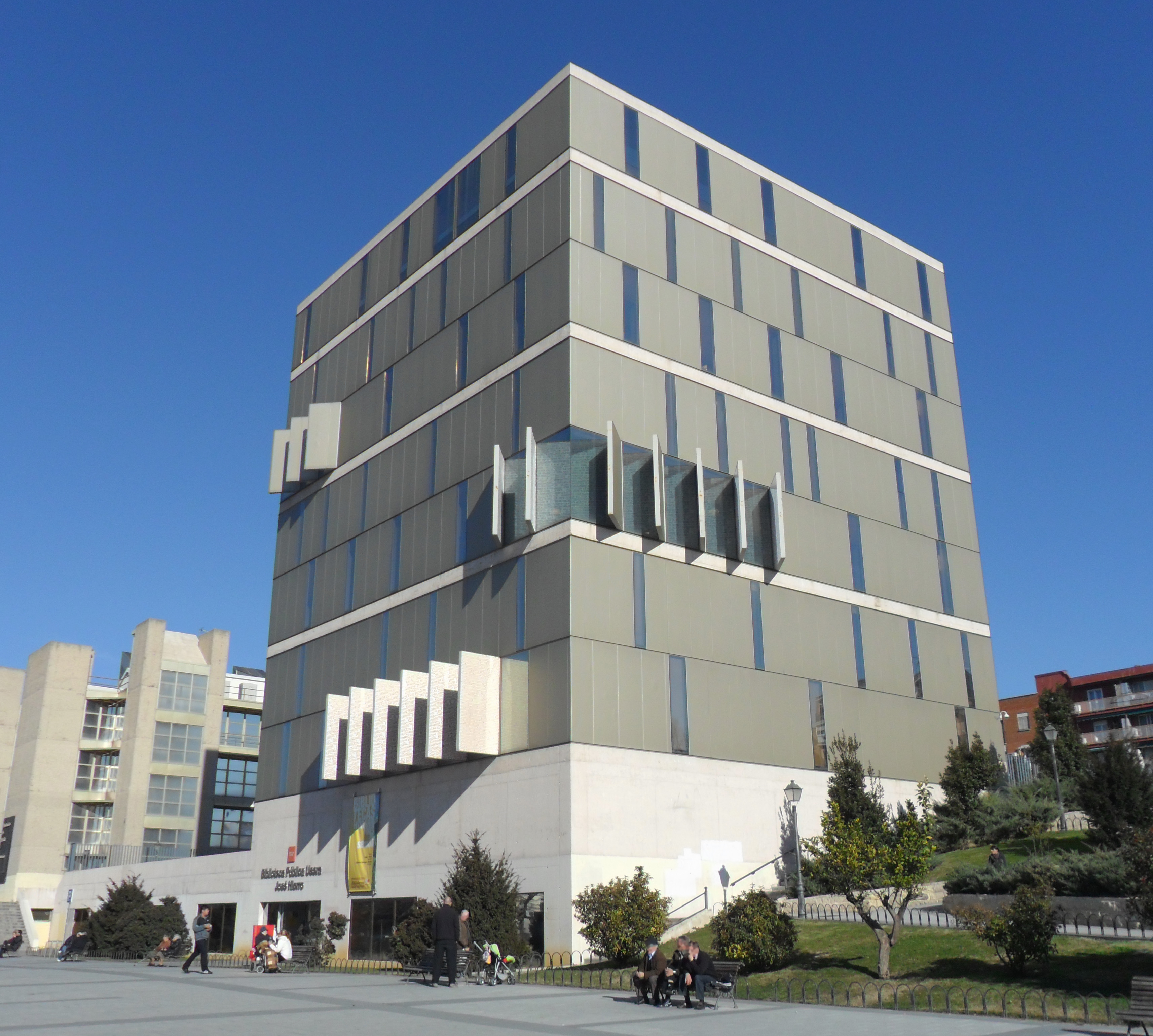
Biblioteca José Hierro

- Biblioteca pública municipal de San Fermín (San Fermín)
- Biblioteca pública municipal de Orcasitas (Orcasitas)
- Biblioteca pública José Hierro (Pradolongo)

### Fiestas
- Año Nuevo Chino: en febrero se celebra el año nuevo chino con pasacalles y más de 500 artistas de música y color.
- Las fiestas de Usera se celebran la última semana de junio y la primera de julio. El parque de Pradolongo es el escenario principal.

### Instalaciones culturales
En Usera se encontraba el Teatro Kubik Fabrik, el local continúa con su actividad artística bajo otra dirección.
Otra compañía de teatro de barrio, es Trece Gatos, residente en el Centro Cultural Mariano Muñoz.
La última novedad es El Corral de Usera (40°23′06″N 3°42′29″O / 40.3848992, -3.7081925), bajo la dirección de La Manada Escuela, en la calle Isabelita Usera n.º 14.

### Literatura
La novela Ejército enemigo de Alberto Olmos está ambientada en el distrito.

### Cine, teatro, música y televisión
Usera, ha servido de escenario para: 
| Categoría           | Título                                                                             | Año  |
| ------------------- | ---------------------------------------------------------------------------------- | ---- |
| Película            | Atraco a las tres - José María Forqué                                              | 1962 |
| Película            | El puente - Juan Antonio Bardem                                                    | 1977 |
| Concierto           | Salvador, Iceberg, Guadalquivir y Miguel Ríos. Invitados: Tequila e Iceberg        | 1978 |
| Concierto           | Lou Reed                                                                           | 1980 |
| Concierto           | Rainbow + Deff Leppard y UFO                                                       | 1981 |
| Concierto           | King Crimson y Roxy Music                                                          | 1982 |
| Concierto           | Meat Loaf y Whitesnake                                                             | 1983 |
| Concierto           | Iron Maiden + Accept                                                               | 1983 |
| Concierto           | Black Sabbath + Diamond Head y Girlschool                                          | 1983 |
| Concierto           | The Police                                                                         | 1983 |
| Concierto           | Ñu + Bella Bestia                                                                  | 1983 |
| Concierto           | Jimmy Cliff                                                                        | 1984 |
| Concierto           | The Cure                                                                           | 1985 |
| Concierto           | Rosendo                                                                            | 1985 |
| Concierto           | Ramoncín                                                                           | 1985 |
| Concierto           | Dire Straits                                                                       | 1985 |
| Concierto           | Judas Priest + Warlock                                                             | 1986 |
| Película            | Tesis - Alejandro Aménabar                                                         | 1996 |
| Película            | Los 2 lados de la cama - Emilio Martínez Lázaro                                    | 2005 |
| Película            | El penalti más largo del mundo - Roberto Santiago                                  | 2005 |
| Serie de televisión | La chica de ayer - Álvaro Ron / Alfonso Arandia / Iñaki Mercero / José Ramos Paíno | 2009 |
| Película            | Marsella - Belén Macías                                                            | 2014 |
| Película            | Tarde para la ira - Raúl Arévalo                                                   | 2016 |
| Teatro              | Historias de Usera - Fernando Sánchez-Cabezudo                                     | 2016 |
| Película            | Apuntes para una película de atracos - Elías León Siminiani                        | 2018 |
| Película            | El plan - Polo Menárguez                                                           | 2019 |
| Serie de televisión | Veneno - Javier Calvo / Javier Ambroisi                                            | 2020 |
| Serie de televisión | El Vecino - Ernesto Sevilla / Víctor García León / Raúl Navarro - Temporada 2      | 2021 |
| Serie de televisión | El inmortal - José Manuel Lorenzo - Episodio 5                                     | 2022 |
| Película            | En los márgenes - Juan Diego Botto                                                 | 2022 |
| Película            | Woman bites dog - Armand Rovira                                                    | 2023 |
| Película            | Chinas - Arantxa Etxebarría                                                        | 2023 |
| Película            | Volveréis - Jonás Trueba                                                           | 2024 |
| Película            | La mitad de Ana - Marta Nieto                                                      | 2025 |

## Barrio chino

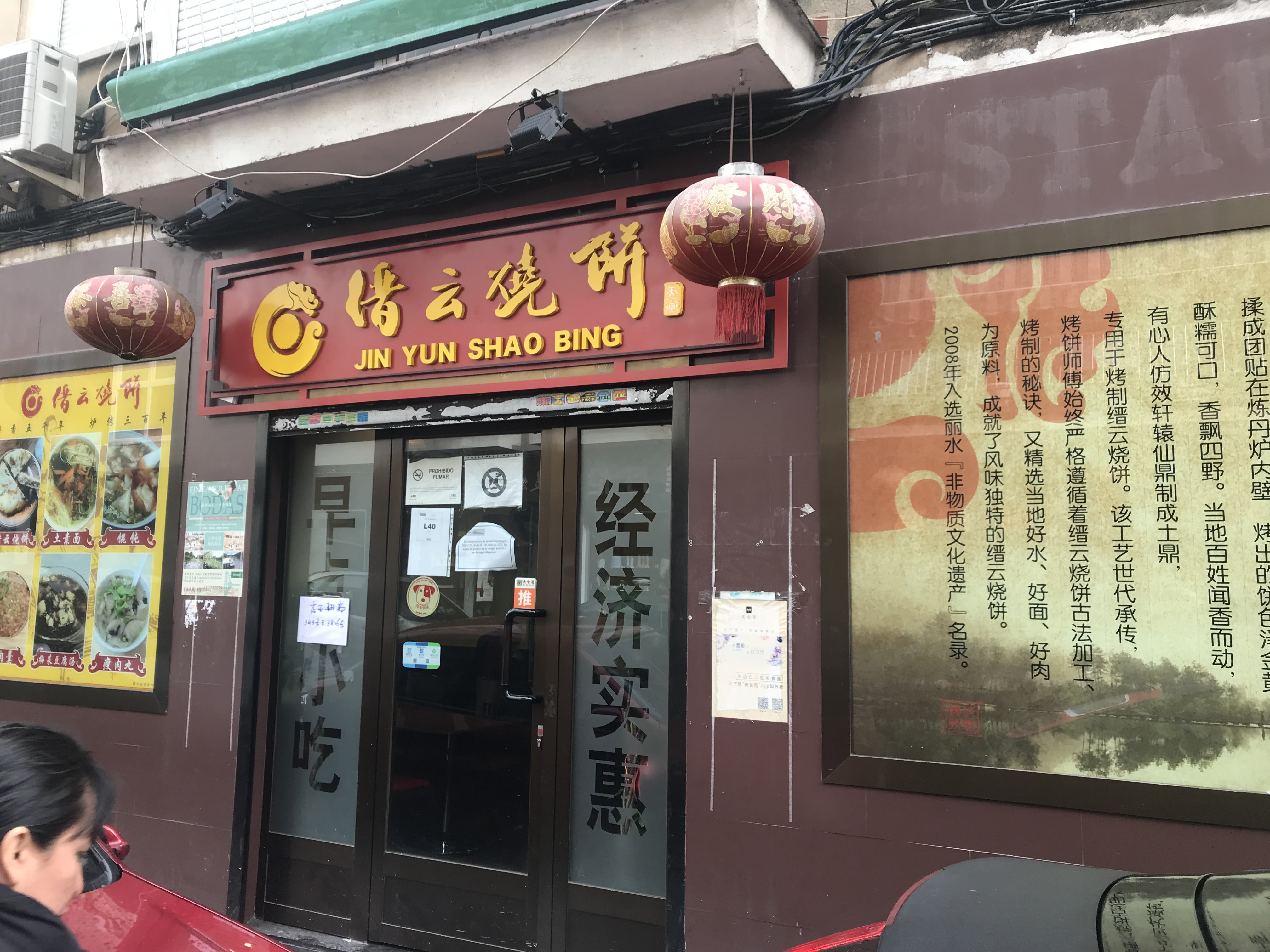
Restaurante chino

A partir de los años 2000 Usera se convirtió en el barrio chino de Madrid. Cerca de 11 000 ciudadanos chinos residen en este distrito. La comunidad china ha construido en el distrito de Usera una pequeña ciudad con su propio idioma, costumbres, tradiciones, negocios y productos traídos desde el lejano oriente que van ganando terreno al cada vez más escaso comercio tradicional. Así, Usera ha transformado su idiosincrasia de barrio obrero a una nueva identidad desde el inicio del siglo XXI.
Los comerciantes rondan el medio millar y tienen como público principal a sus compatriotas, por lo que la mayoría de los rótulos están escritos en idioma chino. Los comercios no solo son locales de hostelería, también existen supermercados con productos de importación, pastelerías con dulces típicos, peluquerías y locales de ocio como billares o cibercafés, incluso existe un templo budista. También abundan las parafarmacias, las tiendas de moda, lencería y mercerías.
La gastronomía china es uno de los mayores reclamos de Usera, ya que sus restaurantes preparan platos tradicionales y más similares a los que se preparan en las regiones de Zhejiang, Fujian o Cantón, algunos como: pastel de pescado, hot pot, sopa de cabezas de merluza estofada, pak choi, wanton, fideos con casquería, tendones con salsa de sésamo y jengibre, tortas rellenas de miles de variantes, té de burbujas y un largo etcétera.

## Transporte

### Ferrocarril
Dentro del distrito de Usera están las estaciones de Cercanías Madrid de Doce de Octubre y Orcasitas, pertenecientes a la línea C-5.

### Metro
Tradicionalmente, el distrito de Usera ha sido de los de menor cobertura de Madrid por parte de Metro de Madrid. Actualmente el distrito cuenta con dos líneas:
- La línea 3 circula bajo las avenidas de Córdoba y Andalucía, dando servicio al distrito con las estaciones de Almendrales, Hospital Doce de Octubre y San Fermín-Orcasur.
- La línea 6 da servicio al norte del distrito con las estaciones de Usera y Plaza Elíptica.
- La línea 11 no circula bajo el distrito como tal, pero su terminal Plaza Elíptica posee accesos en el distrito.

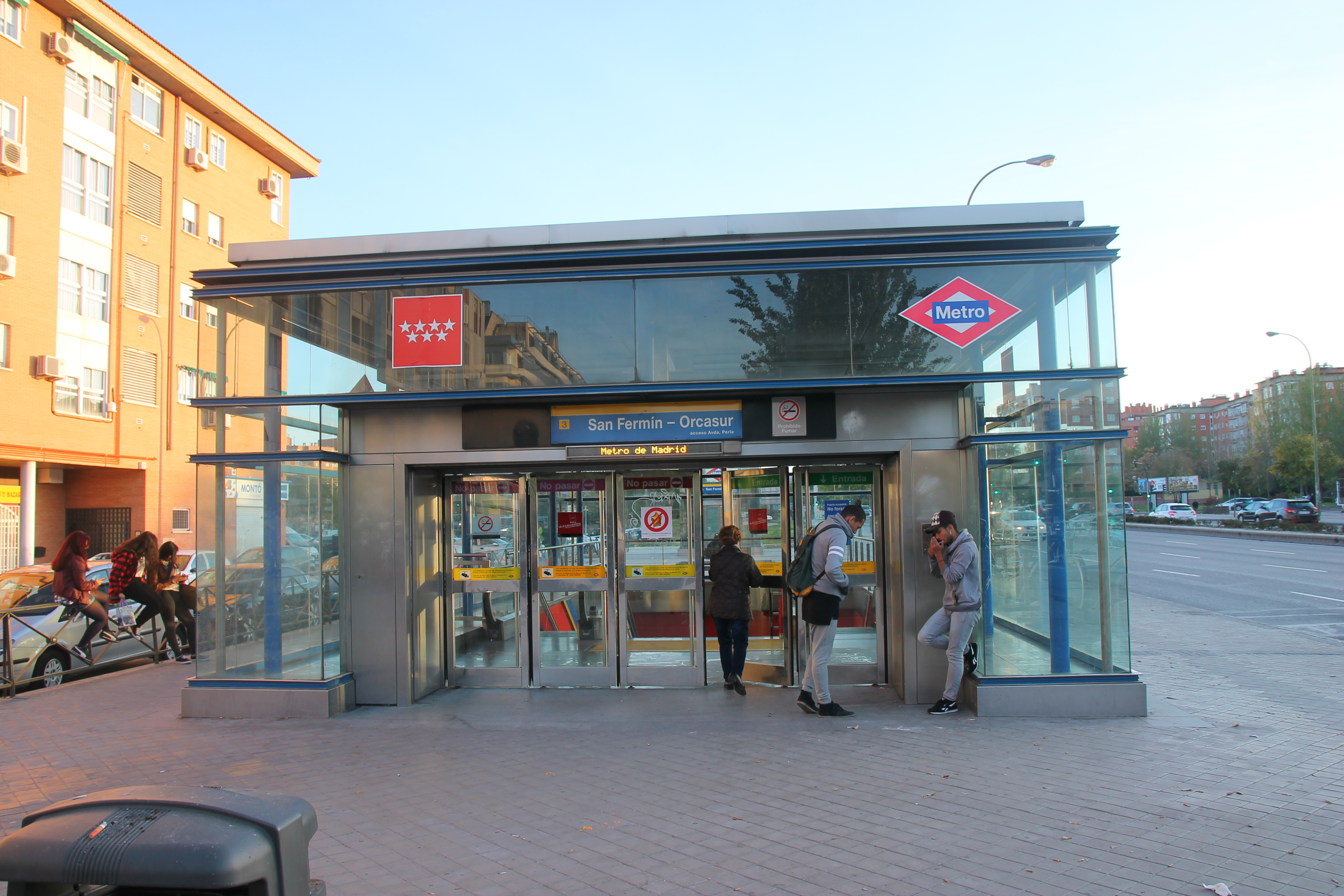
Entrada al Metro de San Fermín-Orcasur

### Autobús
El distrito es recorrido por las siguientes líneas de autobuses:
| Línea | Terminales                           |
| ----- | ------------------------------------ |
| 6     | Jacinto Benavente – Orcasitas        |
| 18    | Plaza Mayor – Villaverde Cruce       |
| 22    | Legazpi – Villaverde Alto            |
| 23    | Plaza Mayor – Villaverde Cruce       |
| 47    | Atocha – Carabanchel Alto            |
| 55    | Atocha – Batán                       |
| 59    | Estación de Atocha – San Cristóbal   |
| 60    | Plaza de la Cebada – Orcasitas       |
| 76    | Plaza Beata – Villaverde Alto        |
| 78    | Embajadores – San Fermín             |
| 79    | Legazpi – Villaverde Alto            |
| 81    | Oporto – Hospital 12 de Octubre      |
| 85    | Estación de Atocha – Butarque        |
| 86    | Estación de Atocha – Villaverde Alto |
| 116   | Embajadores – Villaverde Cruce       |
| 121   | Campamento – Hospital 12 de Octubre  |
| 123   | Legazpi – Villaverde Bajo            |
| 131   | Campamento – Villaverde Alto         |
| 155   | Plaza Elíptica – Aluche              |
| 247   | Atocha – Colonia San José Obrero     |
| N12   | Cibeles – Butarque                   |
| N13   | Cibeles – San Cristóbal              |
| N14   | Cibeles – Villaverde Alto            |
| N15   | Cibeles – Hospital 12 de Octubre     |
| N17   | Cibeles – Carabanchel Alto           |
| E1    | Cibeles - La Peseta                  |

### BiciMad
A lo largo y ancho del distrito se ubican varias zonas estaciones del servicio municipal de bicicletas de Madrid, conocido como BiciMad.

## Administración y política
| Partidos                  | Votos  | Porcentaje |
| ------------------------- | ------ | ---------- |
| PP                        | 27 152 | 33.20 %    |
| Podemos-IU-Equo-CLIAS     | 18 984 | 23.21 %    |
| PSOE                      | 18 228 | 22.29 %    |
| Cs                        | 14 590 | 17.84 %    |
| PACMA                     | 998    | 1.22 %     |
| Vox                       | 357    | 0.44 %     |
| UPyD                      | 335    | 0.41 %     |
| PCPE                      | 280    | 0.34 %     |
| Recortes Cero-Grupo Verde | 221    | 0.27 %     |
| FE de las Jons            | 107    | 0.13 %     |
| PH                        | 53     | 0.06 %     |
| P-LIB                     | 23     | 0.03 %     |
| SAIN                      | 20     | 0.02 %     |